# Stockholm International 1990
Die Stockholm International 1990 im Badminton fanden vom 28. bis zum 29. April 1990 statt.

## Finalergebnisse
| Disziplin    | Sieger                                | Finalist                         | Ergebnis           |
| ------------ | ------------------------------------- | -------------------------------- | ------------------ |
| Herreneinzel | Pontus Jäntti                         | Claus Thomsen                    | 15–11, 9–15, 15–7  |
| Dameneinzel  | Sun Xiaoqing                          | Helle Andersen                   | 11–4, 11–5         |
| Herrendoppel | Patrik Andreasson Manfred Mellqvist   | Ulf Persson Rikard Rönnblom      | 15–9, 15–8         |
| Damendoppel  | Maria Bengtsson Margit Borg           | Emma Edbom Ulrika Gideonsson     | 15–6, 15–5         |
| Mixed        | Jan-Eric Antonsson Charlotta Wihlborg | Michael Søgaard Charlotte Madsen | 12–15, 15–10, 15–9 |